# Springwurm (Wickler)
Der Springwurm (Sparganothis pilleriana) ist ein Schmetterling (Nachtfalter) aus der Familie der Wickler (Tortricidae). 

## Merkmale
Der Springwurm hat einen 11 bis 15 Millimeter großen Körper mit einer Flügelspannweite von 20 bis 25 Millimeter. Die Flügel sind bis bräunlichgelb mit zwei braun-rötlichen Querbändern und einem Flecken an der Flügelbasis.

## Verbreitung
Der Springwurm ist im südlichen und mittleren Europa weit verbreitet. Er ist auch in Nordafrika, Korea,  China und Japan anzutreffen.

## Lebensweise
Der Springwurm ist wenig wärmebedürftig und kommt auch in nördlichen Weinbaugebieten vor. Er bildet eine Generation im Jahr.
Die Puppen des Springwurms überwintern unter der Borke des Rebstockes oder auf anderen Wirtspflanzen. Das Spektrum der Nahrungspflanzen umfasst mehr als 100 Pflanzenarten. Aus den Puppen schlüpfen von Anfang  April bis Anfang Mai gestaffelt die Raupen. Die Raupen entwickeln sich ca. 45 bis 50 Tage bevor sie sich verpuppen. Die Falter schlüpfen nach zwei bis drei Wochen.

### Flugzeit
Die Flugzeit dauert von Anfang Juli bis Ende August, wobei ein einzelner Falter nur ca. eine Woche lebt. Der Flug, die Paarung und Eiablage finden vor allem in den Abendstunden statt.

## Schadwirkung
Der Springwurm gilt ebenso wie der Einbindige Traubenwickler und der Bekreuzte Traubenwickler als Schädling im Weinbau. Die Larven befallen junge Blätter, die sie durchlöchern und zu Paketen zusammenspinnen. Sie mindern dadurch den Ertrag der befallenen Rebe. Bekämpft wird der Wickler mit Insektiziden, die oft präventiv eingesetzt werden. Alternativ wird die Populationsgröße mit Pheromonfallen bestimmt und dann der Befall gezielt mit Gifteinsatz oder Häutungsbeschleunigern bekämpft. In Rebparzellen, wo der Heuwurm bekämpft wird, bleibt der Springwurm in der Regel unter der Schadensschwelle.